# Le Combat des maîtres
Ne doit pas être confondu avec Combats de maître.
Pour plus de détails, voir Fiche technique et Distribution.
Le Combat des maîtres (陸阿采與黃飛鴻, Liu A-Cai yu Huang Fei-Hong) est un film hongkongais réalisé par Liu Chia-liang, sorti en 1976.

## Synopsis
Fougueux mais inexpérimenté, le jeune Wong Fei-hung tente désespérément d'apprendre les arts martiaux contre l'avis de son père, qui possède pourtant l'une des plus prestigieuses écoles de Kung-fu à Canton. Après que cette dernière s'est fait humilier par des rivaux, en partie par la faute de Fei-hong, lors d'un tournoi de « Pao », le jeune homme ne pense plus qu'à venger l'honneur des siens. L'officier Yuen Ching, qui décèle en lui un potentiel non négligeable, décide de le recommander au grand maitre d'arts martiaux Lu Ah-tsai qui va assurer sa formation martiale durant deux ans...

## Fiche technique
- Titre français : Le Combat des maîtres
- Titre original : 陸阿采與黃飛鴻, Liu A-Cai yu Huang Fei-hong
- Titre anglais : Challenge of the Masters
- Réalisation : Liu Chia-liang
- Scénario : Ni Kuang
- Montage : David Wu
- Photographie : Tien-You Wang
- Société de production : Shaw Brothers
- Pays d'origine : Hong Kong
- Format : Couleurs - 2,35:1 - Mono - 35 mm
- Genre : Kung-fu, drame
- Durée : 95 minutes
- Dates de sortie :

 Hong Kong : 7 mai 1976
 France : 30 avril 1985

## Distribution
- Gordon Liu Chia-hui (VF : Xavier Percy) : Wong Fei-hung
- Chen Kuan-tai : Lu Ah-tsai
- Wong Yu : Lin Tu-chiang
- Lily Li Li-li (VF : Cathy Boquet) : Ho Hsiu-lien
- Tao Chiang : Kuo Jen-liang
- Yang Chiang : Huang Chi-ying
- Liu Chia-liang : Yuen Ching
- Cheng Kang-yeh (VF : Tony Beck) : Tseng Hsing
- Fung Hark-on : Yang Chung